# محمدرضا اجتهادی
محمدرضا اجتهادی عضو هیئت علمی دانشکده فیزیک دانشگاه صنعتی شریف 
1. ↑  «Mohammad Reza Ejtehadi | Soft Condensed Matter Group». softmatter.physics.sharif.edu (به انگلیسی). ۲۰۱۸-۰۳-۰۱. دریافت‌شده در ۲۰۲۴-۰۸-۲۲.
2. ↑  «محمد رضا اجتهادی». مکتب‌خونه. دریافت‌شده در ۲۰۲۴-۰۸-۲۲.